# 大隅憲二
大隅 憲二（おおすみ けんじ、1893年（明治26年）11月28日 - 1971年（昭和46年）6月24日）は、大正から昭和期の実業家、政治家。参議院議員。

## 来歴
千葉県で大隅巳之助の長男として生まれる。1909年（明治42年）平岡尋常高等小学校高等補習科を卒業した。
1923年（大正12年）横須賀市で運送業を始めた。1934年（昭和9年）合資会社泰運送店を設立し代表社員に就任。戦後、同店の名称を隅田組に変更し、土木請負業にも進出した。その他、隅田病院経営、横須賀商工会議所理事、倍賞施設梱包運輸組合支部長などを務めた。
政界では、逗子町会議員、横須賀市会議員に在任。1947年（昭和22年）4月の第1回参議院議員通常選挙で神奈川県地方区から日本自由党公認で出馬して当選（補欠、任期3年）し、その後、自由党に所属して参議院議員に1期在任した。火山の地熱発電の開発、交通機関の電化推進、日本通運の解体などを主張した。
1971年（昭和46年）6月24日死去、77歳。死没日をもって勲四等旭日小綬章追贈、従五位に叙される。